# Colletes obscurus
Colletes obscurus is een vliesvleugelig insect uit de familie Colletidae. De wetenschappelijke naam van de soort is voor het eerst geldig gepubliceerd in 1925 door Friese.
De diersoort komt voor in Zimbabwe.